# شاهزاده شوگون
میاشوگون (به ژاپنی: 宮将軍 みやしょうぐん)، در شوگون‌سالاری کاماکورا یک اصطلاح تاریخی برای اشاره به چهار شاهزاده امپراتوری، شاهزاده‌های امپراتوری شاهزاده مونه‌تاکا، شاهزاده کوره‌یاسو، شاهزاده هیساآکی، و شاهزاده موریکونی، است که دردر اواخر دوره کاماکورا به عنوان شوگون، منصوب شدند. در دوران مدرن، آنها را شوگون خانواده امپراتوری (کوزوکو شوگون) یا شاهزاده شوگون (شیننو شوگون) نیز می‌نامند. آنها همچنین گاهی به‌طور جمعی به عنوان خانواده کاماکورا-نو-میاکه نامیده می‌شوند.